# Edna May

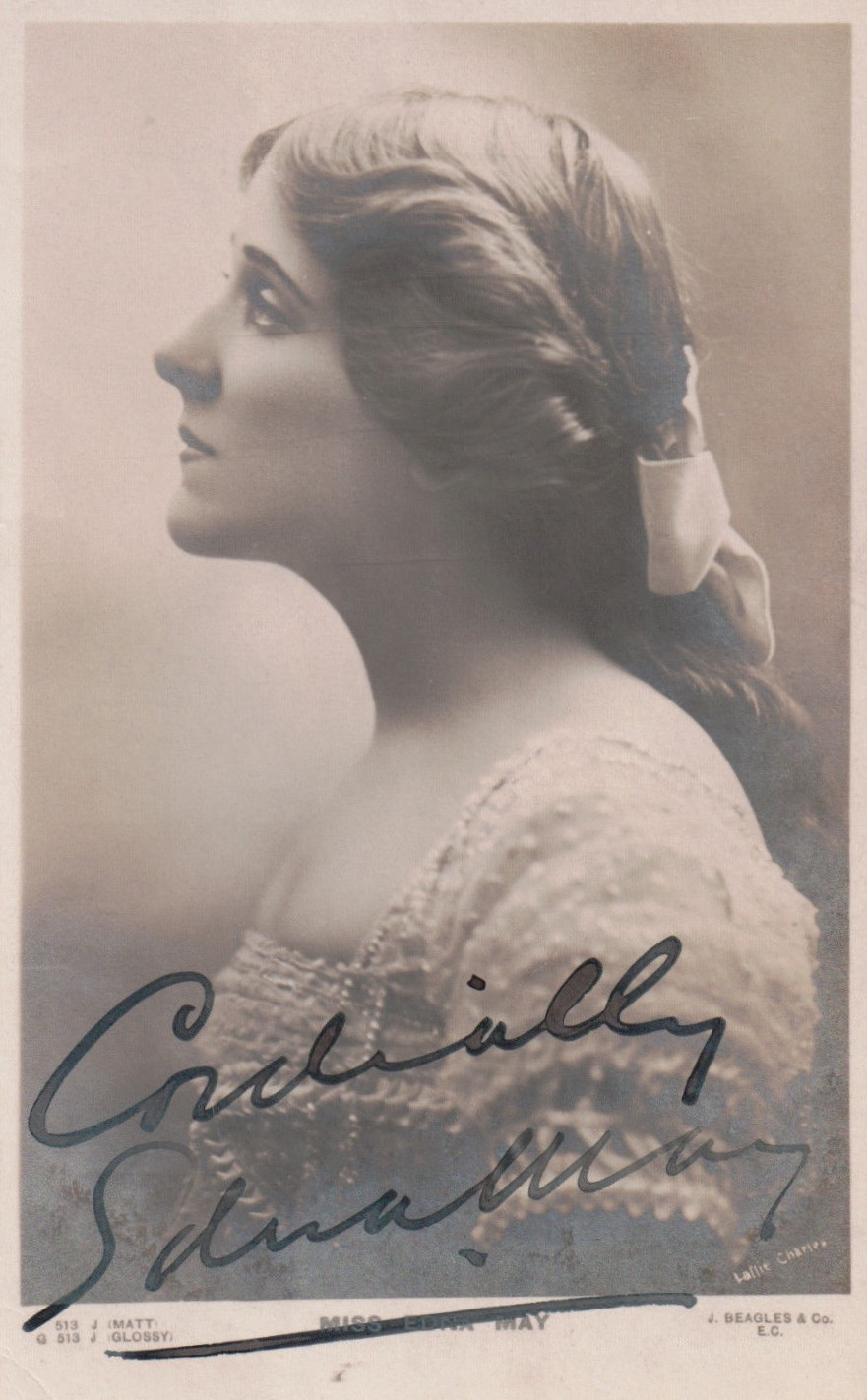
Cordially (Herzlichst) Edna May

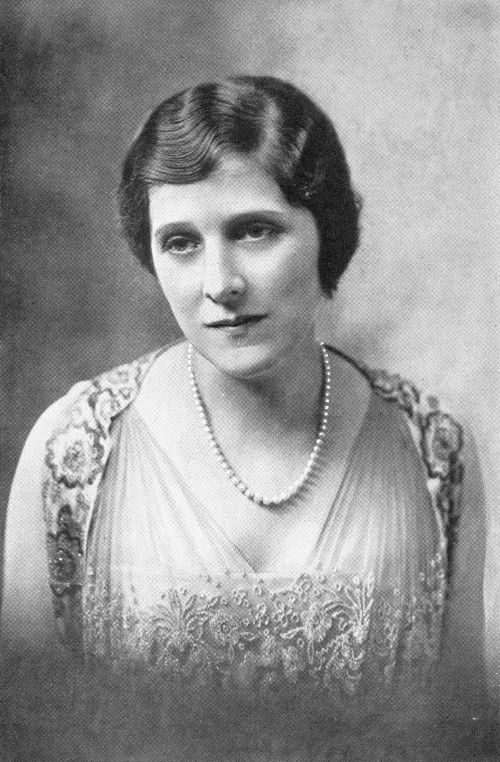
Edna May um 1916

Edna May Pettie (* 2. September 1878 in Syracuse; † 1. Januar 1948 in Lausanne) war eine US-amerikanische Schauspielerin und Sängerin in der ersten Hälfte des 20. Jahrhunderts.

## Leben
Edna May Pettie war die Tochter von Edgar Pettie, einem Briefträger, und seiner Ehefrau Cora. Im Alter von fünf Jahren spielte sie Little Willie Allen in der Produktion von Dora. Als Siebenjährige spielte Edna May in einer Kinderoper, produziert und geschrieben von Gilbert und Sullivan, in Syracuse mit. Ihre jüngeren Schwestern, Marguerite und Jane, spielten auch eine kleine Rolle in dem Stück.
Anfang der 1890er Jahre studierte Edna May am New Yorker Konservatorium Musik und debütierte 1895 als ausgebildete Schauspielerin und Sängerin in ihrer Heimatstadt. Kurze Zeit darauf ging sie nach New York City, um in den Produktionen (Santa Maria) von Oscar Hammerstein ein Engagement zu erhalten. Im selben Jahr heiratete sie den Radrennfahrer Frederick „Fred“ Titus, der zur Zeit einen Weltrekord innehielt. Die Ehe wurde 1904 geschieden. 1897 spielte Edna May die Rolle der Violet Grey im Musical The Belle of New York mit nur mäßigem Erfolg. Im Jahr darauf ging die Produktion nach England – allein in London wurde das Stück 700 Mal aufgeführt. Damals spielte Edna May die Hauptrolle der Salutistin und wurde zum gefeierten Star. 
Durch ihre Schönheit erhielt Edna May Aufmerksamkeit von männlichen Bewunderern. Eine Beziehung hatte sie mit dem indischen Prinzen Raj Narayan Bahadur aus dem Königreich Cooch Behar – doch seine Familie war gegen diese Verbindung. 1907 nahm sie den Heiratsantrag von Oscar Lewisohn an. Ihr Ehemann hatte einige Jahre zuvor mehrere Millionen Dollar von seinem Vater, dem „Kupfer-König“, geerbt. Die Ehe blieb kinderlos. Das Paar ließ sich im Londoner Stadtteil City of Westminster nieder. Während des Ersten Weltkriegs lebte das Paar im New Yorker Luxushotel Waldorf-Astoria. Im Jahr 1917 starb Oscar Lewisohn und hinterließ seiner Witwe fünf Millionen US-Dollar.
Edna May starb in einer Klinik in Lausanne an den Folgen einer Krebserkrankung.

## Produktionen (Auswahl)
- 1900 An American Beauty in London
- 1901 The Girl from Up There in New York und später in London
- 1902 Three Little Maids in London und New York
- 1903–1914 The School Girl in London und New York
- 1904 La poupée in London
- 1905 The Catch of the Season in New York
- 1906 The Belle of Mayfair in London

## Filmografie
- 1911: Forgotten; or, An Answered Prayer
- 1913: David Copperfield
- 1916: Salvation Joan
- 1928: The Bargain Hunt